# 李文科
李文科（1956年7月—），辽宁绥中人，1974年8月参加工作，1985年2月加入中国共产党，研究生学历，农学博士。
毕业于沈阳农学院（现沈阳农业大学）研究生部栽培与耕作专业。历任辽宁省农业厅粮油处、办公室工作人员、辽宁省新民县农业局副局长、辽宁省土壤肥料总站副站长、站长、辽宁省农牧业厅粮油处处长、辽宁省铁岭县政府副县长兼中共铁岭新台子开发区党委书记、辽宁省农业厅副厅长、厅长、党组成员、党组书记。2000年任中共营口市委副书记、政府代市长（2001年转为正职，2003年至2004年挂职中国长江三峡工程开发总公司工程建设部副主任），2004年任中共铁岭市委书记，2012年任辽宁省第十一届人民代表大会常务委员会副主任。他也是中共十七大代表以及第十届全国人大代表。
2017年2月28日，因涉嫌严重违纪被组织调查，成为2017年辽宁两会结束、强调拉票贿选案影响后首位落马的副省级干部。
2017年5月10日，中央纪委监察部网站发布消息，辽宁省人大常委会原党组成员、副主任李文科严重违纪，经中共中央批准，给予开除党籍、开除公职处分，收缴其违纪所得，移交司法机关。经审理查明：1997年至2013年，被告人李文科利用担任辽宁省农牧业厅副厅长、农业厅厅长、营口市人民政府市长、中共铁岭市委书记、辽宁省人大常委会副主任等职务上的便利以及本人职权或者地位形成的便利条件，为有关单位和个人在职务调整提拔、企业经营、工程承揽和项目建设等事项上提供帮助。1997年至2016年，李文科直接或通过他人非法收受他人给予的财物。共计折合人民币3659万余元。
2018年9月13日，吉林省通化市中级人民法院一审宣判，以受贿罪、行贿罪两罪并罚，判处李文科有期徒刑十六年，并处罚金人民币三百万元。对李文科受贿所得财物及其孳息予以追缴，对其用于行贿犯罪的财物予以没收，上缴国库。李文科当庭表示服从判决，不上诉。